# Sant Feliu Sasserra
Sant Feliu Sasserra település Spanyolországban, Barcelona tartományban. Lakosainak száma 629 fő (2024).

## Földrajza
Sant Feliu Sasserra Oristà, Santa Maria d’Oló, Avinyó és Santa Maria de Merlès községekkel határos.

## Népesség
A település lakosságának változását az alábbi diagram mutatja:
| Lakosok száma | 554  | 784  | 708  | 729  | 634  | 653  | 641  | 626  | 602  | 629  |
|               | 1717 | 1887 | 1936 | 1960 | 1986 | 2004 | 2009 | 2014 | 2019 | 2024 |